# Saxifraga litangensis
Saxifraga litangensis är en stenbräckeväxtart som beskrevs av Adolf Engler. Saxifraga litangensis ingår i Bräckesläktet som ingår i familjen stenbräckeväxter. Inga underarter finns listade i Catalogue of Life.